# ادریسا گی
ادریسا گانا گی (فرانسوی: Idrissa Gana Gueye‎؛ زادهٔ ۲۶ سپتامبر ۱۹۸۹) بازیکن فوتبال اهل سنگال است که برای باشگاه اورتون بازی می‌کند.
از باشگاه‌هایی که در آن بازی کرده‌است می‌توان به لیل، استون ویلا، اورتون و پاری سن ژرمن اشاره کرد.
وی همچنین در تیم ملی سنگال بازی کرده‌است.